# Tertry
Tertry is een gemeente in het Franse departement Somme (regio Hauts-de-France) en telt 186 inwoners (1999). De plaats maakt deel uit van het arrondissement Péronne.

## Geografie
De oppervlakte van Tertry bedraagt 4,9 km², de bevolkingsdichtheid is 38,0 inwoners per km².
De onderstaande kaart toont de ligging van Tertry met de belangrijkste infrastructuur en aangrenzende gemeenten.

## Demografie
Onderstaande figuur toont het verloop van het inwonertal (bron: INSEE-tellingen).

## Geschiedenis
In 687 vond hier de Slag bij Tertry plaats, waarin de Frankische koning Theuderik III en hofmeier Berthar van Neustrië werden verslagen door Pepijn van Herstal, hofmeier van Austrasië.